# Volevo essere un duro (pjesma)
"Volevo essere un duro" je pjesma talijanskog pjevača i tekstopisca Lucia Corsija, koju je napisao s Tommasom Ottomanom, a producirali su je Corsi, Ottomano i Antonio Cupertino. Objavio ju je Sugar Music 12. veljače 2025., kao drugi singl istoimenog albuma.
Pjesma se natjecala na Sanremu 2025. i završila je na drugom mjestu i nagrađena nagradom kritike. Pjesma je kasnije odabrana kao talijanska pjesma za Pjesmu Eurovizije 2025., nakon što je pobjednik Sanrema Olly odbio priliku da predstavlja zemlju na Pjesmi Eurovizije.

## Sastav
Pjesma, koju je napisao sam Corsi s Tommasom Ottomanom, koji ju je koproducirao s Antoniom Cupertinom, razvija se kao razmišljanje o osobnim i društvenim očekivanjima u vezi sa slikom o sebi nasuprot maltretiranju kad je bio dijete. U intervjuu danom povodom Sanrema 2025., Corsi je opisao značenje svoje pjesme, rekavši:
"Govori o ideji da ovaj svijet želi da budemo nepogrešivi, čvrsti kao kamen i savršeni kao cvijeće, ne govoreći nam da cvijeće visi o koncu. A onda i o tome da je, često, lako i ne postati ono o čemu se sanjalo. Vrlo malo ljudi može reći da su postali ono što su sanjali kao djeca ili ono što bi svijet želio da budemo. Onda, možda ponekad to nije ni pravi put. Događa se da sanjamo stvari koje, na kraju, nismu toliko bolje od onoga što jesmo. Da je moja pjesma slika, bila bi jedna od onih stabala na koja se penješ kao dijete ili praćka."

## Kritički prijem
Pjesma "Volevo essere un duro" dobila je dobre kritike talijanskih glazbenih kritičara.
Andrea Laffranchi iz Corriere della Sere je napisao da pjesma ima "delikatnost Ivana Grazianija i sjaj glam rocka", povezujući lirski narativ s bajkom. Gianni Sibilla iz Rockola izjavio je da je pjesma "u suštini još jedna balada, ali s aranžmanom koji između žica i gitara ima okus 70-ih i glazbenog stila Eltona Johna "čiji se tekstovi "igraju sa stereotipima mačizma".
Alvise Salerno iz All Music Italie napisao je da iako pjesma ne predstavlja u potpunosti Corsijevu kantautorsku karijeru, otvara se široj javnosti zahvaljujući svojoj "melodičnoj jednostavnosti i vokalnoj, kao i tekstualnoj neposrednosti". Filippo Ferrari iz Rolling Stone Italie izvijestio je da je pjesma među najboljim produkcijama u karijeri kantautora, smatrajući da je tekst "pun slika koje tjeraju na razmišljanje o životu i kakav je nered postati odrasla osoba".

## Glazbeni videospot
Glazbeni videospot za pjesmu "Volevo essere un duro", u režiji Tommasa Ottomana, objavljen je 12. veljače 2025. putem Corsiovog YouTube kanala. U videu se pojavljuju glumci Massimo Ceccherini, Leonardo Pieraccioni, Laura Locatelli, Alvise Cimarosti i Mariia Zhizhkun. Sadrži brojne reference na druga djela uključujući glazbene spotove Black or White Michaela Jacksona i Walk This Way Aerosmitha s Run DMC-om te filmove Egzorcist, Povratak u budućnost i Tenacious D in The Pick of Destiny iz koje se nastavlja početna scena povezana s pjesmom "Kickapoo" istoimene grupe.